# روستایی‌ها (فیلم)
روستایی‌ها (انگلیسی: The Villagers؛‏ کره‌ای: 동네사람들) فیلم اکشن دلهره‌آور محصول سال ۲۰۱۸ کره جنوبی با بازی ما دونگ سوک، کیم سه رون و لی سانگ یوب است. این فیلم در ۷ نوامبر ۲۰۱۸ منتشر شد.